# Дороті Гемілл
Дороті Гемілл  (англ. Dorothy Hamill, 26 липня 1956) — американська фігуристка, олімпійська чемпіонка.

## Виступи на Олімпіадах
| Олімпіада    | Дисципліна       | Місце |
| ------------ | ---------------- | ----- |
| Інсбрук 1976 | одиночний розряд | 1     |